# Mongeta de vellut
La mongeta de vellut (Mucuna pruriens) és una lleguminosa tropical. Es troba a l'Àfrica, Índia i el Carib. És una planta que produeix una gran picor quan la pell humana entra en contacte amb les seves fulles joves i amb les tavelles de les llavors. Té un valor en agricultura i en jardineria i també per les seves diverses propietats medicinals.

## Descripció

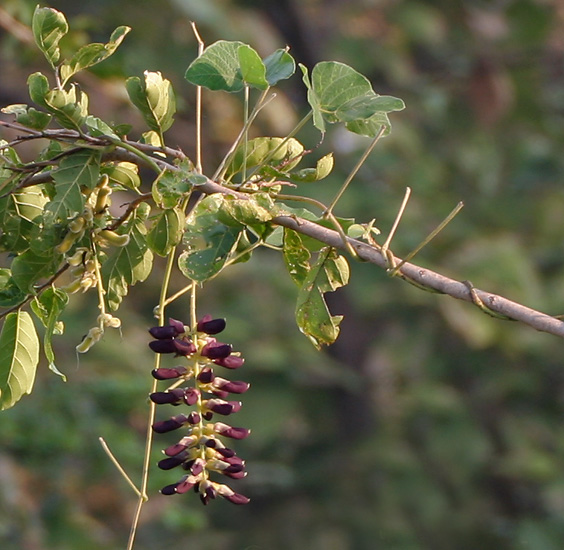
A la reserva per la vida silvestre de Kawal, Índia.

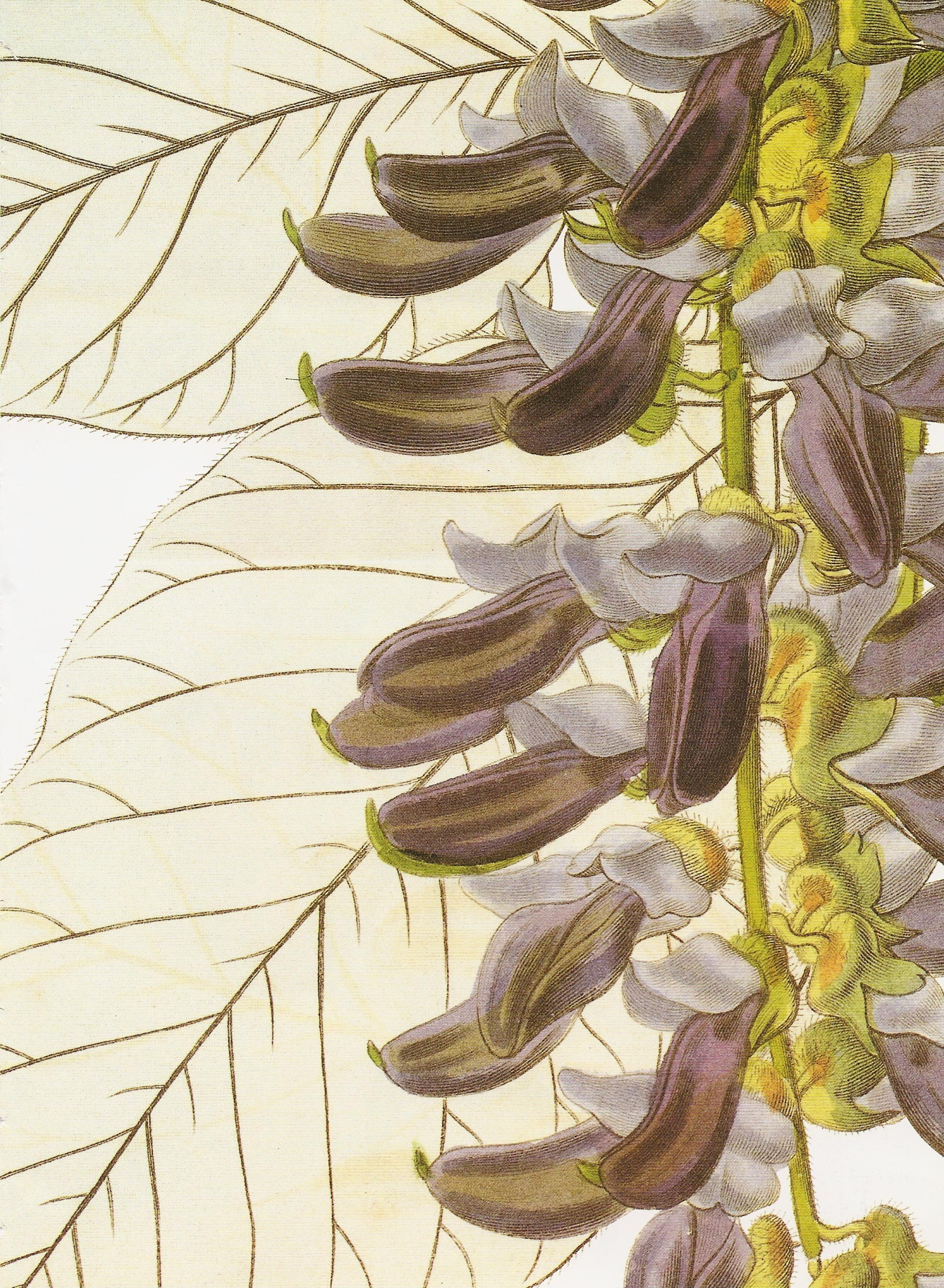
Flors de Mucuna pruriens

És un arbust enfiladís anual que pot arribar a 15 m de llargada. Quan la planta és jove està coberta d'una borra de pèls, quan envelleix ja gairebé no en té. Les fulles són tripinnades, ovades de forma ròmbica o amplament ovades acabades en punxa.
La inflorescència és en una panícula que fa de 15 a 32 cm de llargada.
El fruit madur (tavella) fa de 4 a 13 cm de llarg i d'1 a 2 cm d'amplada. les llavors són, marrons o negres, planes i el·lipsoides d'1 a 1.9 cm de llargada i 0,8a 1,3 cm d'amplada amb un gruix de 4 a 6,5 cm. Està envoltada per un aril de mida significativa.
M.pruriens porta flors de color blanc, lavanda o porpra. Els compostos químics responsables de la picor que produeix a la pell són la proteïna mucunaina, i també la serotonina.
El pes sec de 100 lavors és de 55 a 85 g. Amb 2n = 20, 22 o 24 cromosomes.

## Usos

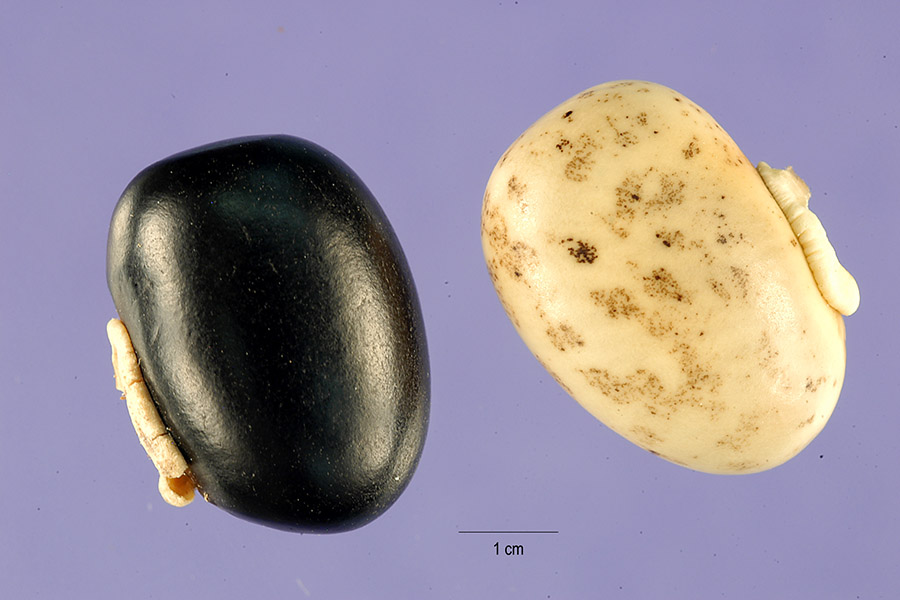
Llavors de dos diferents colors de Mucuna pruriens

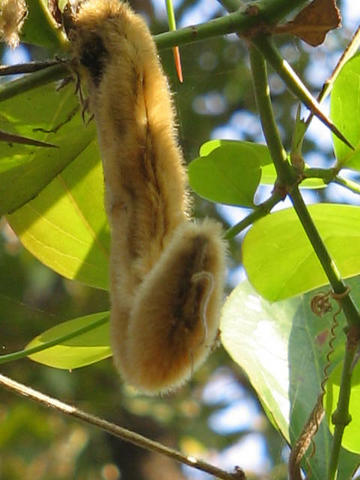
Tavella de Mucuna pruriens

En moltes parts del món es fa servir Mucuna pruriens com planta farratgera important, i cultivada en el guaret i en l'adob verd. Ja que aquesta planta, com la majoria de les fabàcies, fixa el nitrogen atmosfèric i fertilitza, així, els sòl.
M. pruriens com a farratge conté un 11-23% de proteïna crua, un 35-40% de fibra crua i la llavor seca un 20-35% de proteïna crua. Als països de Benin i el Vietnam es fa servir en el control biològic de la planta problemàtica Imperata cylindrica. M.pruriens no es considera que sigui una planta invasora, fora de la seva zona on es cultiva. Tanmateix es considera que sí que ho és al sud de Florida.
M. pruriens de vegades es fa servir com substitut del cafè i el producte obtingut s'anomena "Nescafe" (que no s'ha de confondre amb la marca Nescafé). Per a consumir els seus brots tendres s'ha de deixar en remull de 30 minuts a 48 hores abans de coure-la perquè sinó la planta resulta tòxica. Amb aquest procés es lixivia, se'n va amb l'aigua, el producte fitoquímic levodopa i altres.

### Ús medicinal
Tradicionalment, M. pruriens té un efecte de millora de la funció sexual en les rates de laboratori. Es fa servir en la medicina Ayurveda.
Tradicionalment s'ha fet servir aquesta planta contra la mossegada de serps. La recerca en la Naja (Cobra), Echis, Calloselasma i Bangarus (Krait) mostra que té un potencial d'ús en aquest aspecte.
Les llavors de M. pruriens també mostren tenir un efecte antidepressiu. i les formulacions amb pols de la llavor serveixen per a la gestió i tractament de la malaltia de Parkinson.
De vegades es fumen les seves fulles seques. L'herba conté L-DOPA, un precursor del neurotransmitssor dopamina. El contingut de L-DOPA augmenta si es preparen extractes. L-DOPA es converteix en dopamina, implicada en l'estabilitat emocional, la sexualitat i el moviment.

## Nomenclatura i taxonomia

### Noms comuns
- ci mao li dou 刺毛黧豆 en xinès
- Kara Benguk en javanès
- Atmagupta (आत्मगुप्ता)en sànscrit
- Kapikacchu (कपिकच्छु) en sànscrit
- Kiwanch (किवांच) o Konch (कोंच) en hindi
- Khaajkuiri en Marathi
- Alkushi/আলকুশি (Bengalí)
- poonaikkaali en Tamil
- Velvet bean en anglès
- Cowitch en anglès
- Buffalo beans en anglès també referit a Thermopsis rhombifolia)
- Cowhage
- Juckbohne (alemany)[1]
- Picapica (castellà)
- Kapikachu
- Yerepe/Warapa (Yoruba)
- Duradagondi(దురదగొండి)en ([Telugu])
- Feijão Malucos (a Angola i Moçambic)
- Pó-de-mico (Brasil)
- Chitedze (Malawi)
- Naykuruna (ML:നായ്ക്കുരണ) (Malaialam)
- Mah Mui (TH: หมามุ่ย) en idioma Thai
- Đậu mèo rừng, đậu ngứa, móc mèo en vietnamita
- Kavach beej
- Donkey eye
- Inyelekpe en Igala Nigèria
- Nasagunnikaayi(Kannada)
- Upupu en Kiswahili
- Baidanka en Oriya

### Subsepècies
- Mucuna pruriens ssp. deeringiana (Bort) Hanelt
- Mucuna pruriens ssp. pruriens[1]

### Varietats
- Mucuna pruriens var. hirsuta (Wight & Arn.) Wilmot-Dear[10]
- Mucuna pruriens var. pruriens (L.) DC.[11]
- Mucuna pruriens var. sericophylla[10]
- Mucuna pruriens var. utilis (Wall. ex Wight) L.H.Bailey is the non-stinging variety grown in Honduras.[12]

### Sinònims
Sinònims de M. pruriens, M. pruriens ssp. pruriens i M. pruriens var. pruriens:
- Carpopogon atropurpureum Roxb.

També pot referir-se a M. atropurpurea
- Carpogon capitatus Roxb.
- Carpogon niveus Roxb.
- Dolichos pruriens L.
- Marcanthus cochinchinense Lour.
- Mucuna atropurpurea sensu auct. non (Roxb.) Wight & Arn.

M. atropurpurea (Roxb.) Wight & Arn. is a valid species
- Mucuna axillaris Baker
- Mucuna bernieriana Baill.
- Mucuna cochinchinense (Lour.) A. Chev.
- Mucuna cochinchinensis (Lour.) A. Chev.
- Mucuna esquirolii H. Lev.
- Mucuna luzoniensis Merr.
- Mucuna lyonii Merr.
- Mucuna minima Haines
- Mucuna nivea (Roxb.) DC.
- Mucuna prurita Hook.
- Mucuna velutina Hassk.
- Negretia mitis Blanco
- Mucuna prurita (L.) Hook.
- Stizolobium atropurpureum (Roxb.) Kuntze

També es pot referir a M. atropurpurea
- Stizolobium capitatum (Roxb.) Kuntze
- Stizolobium cochinchinense (Lour.) Burk
- Stizolobium niveum (Roxb.) Kuntze
- Stizolobium pruritum (Wight) Piper
- Stizolobium velutinum (Hassk.) Piper & Tracy

Sinònims de M. pruriens var. hirsuta:
- Mucuna hirsuta Wight & Arn.

Sinònims de M. pruriens var. sericophylla:
- Mucuna sericophylla Perkins

Sinònims de M. pruriens var. utilis:
- Carpopogon capitatum Roxb.
- Carpopogon niveum Roxb.
- Macranthus cochinchinensis Lour.
- Mucuna aterrima (Piper & Tracy) Holland
- Mucuna atrocarpa F.P. Metcalf
- Mucuna capitata Wight & Arn.
- Mucuna deeringiana (Bort) Merr.
- Mucuna hassjoo (Piper & Tracy) Mansf.
- Mucuna martinii H. Lev. & Vaniot
- Mucuna nivea (Roxb.) Wight & Arn.
- Mucuna pruriens var. capitata Burck
- Mucuna pruriens var. capitata (Wight & Arn.) Burck
- Mucuna pruriens var. nivea (Roxb.)Haines
- Mucuna utilis Wight
- Stizolobium aterrimum Piper & Tracy
- Stizolobium deeringianum Bort
- Stizolobium hassjoo Piper & Tracy
- Stizolobium pruriens (L.) Medik.
- Stizolobium pruriens var. hassjoo (Piper & Tracy)Makino
- Stizolobium utile (Wall. ex Wight) Ditmer